# Лемке, Карл фон
Карл фон Лемке (нем. Carl von Lemcke;) — немецкий эстетик, историк искусства, автор песен и романов.
Родился в Шверине. После окончания гимназии Фридерицианум в Шверине Лемке в 1852 году начал изучать историю искусств и философию в Гёттингенском университете, где в 1852 году также вступил в Ганноверское братство. Позднее учился в Мюнхенском университете и, наконец, в Гейдельбергском университете, где в 1856 году получил докторскую степень. Затем последовали периоды учёбы и работы в Берлине, Париже и Мюнхене. Вместе со своим другом и соратником Карлом фон Лютцовым он стал одним из основателей мюнхенского поэтического объединения «Die Krokodile», где его прозвали «Хенэ». Этот круг друзей находился под влиянием Эмануэля Гейбеля, чье неустанное требование формального единства в стихах оказало влияние на поэзию Лемке. В 1861 году в издательстве Hoffmann und Campe вышел том «Lieder und Gedichte» Лемке. Иоганнес Брамс положил на музыку по меньшей мере 12 из этих песен, причём первые четыре — уже в 1862 году.
В 1862 году Лемке вернулся в Гейдельбергский университет. Там он завершил хабилитацию работой «Zur Einleitung in die Ästhetik» («О введении в эстетику»), после чего был принят на должность приват-доцента по эстетике и истории немецкой литературы, а через пять лет назначен доцентом. В эти годы он написал свою первую большую работу «Популярная эстетика», которая была переведена на несколько языков с целью сделать эту научную область доступной широкому кругу читателей; он также написал первый том по истории литературы. В 1871 году Лемке перешел в Мюнхенский университет. Всего через два года он получил назначение в Императорскую академию изящных искусств (Rijksakademie van beeldende kunsten) в Амстердаме, где ему была предоставлена должность профессора эстетики и истории искусства. После создания соответствующей кафедры в основанном в 1870 году Аахенском политехникуме Лемке в 1876 году переехал в Аахен и стал первым полным профессором по общей истории искусства и эстетике.
Здесь он написал множество биографий и монографий, в частности, о голландских художниках для энциклопедии Роберта Дохме «Kunst und Künstler» и для «Allgemeine Deutsche Biographie» («Всеобщая немецкая биография»), а также ещё одну важную крупную работу из серии «Von Opitz bis Klopstock», посвящённую истории немецкой поэзии последнего времени. В Ахене Лемке также начал писать романы под псевдонимом Карл Манно. С 1881 по 1892 гг. он писал многочисленные рецензии на художественные произведения и исторические рассказы для «Deutsche Litteraturzeitung».
В 1885 году Лемке перешёл в Технический университет Штутгарта, где занимал ту же должность и сменил Вильгельма Любке до его выхода на пенсию в 1903 году. С 1892 по 1895 гг. также сменил Якоба Иоганна фон Вейрауха на посту ректора этого университета и одновременно был назначен временным директором Музея изящных искусств в Штутгарте. В этой должности Лемке проявил себя как сторонник реализма, в частности голландской живописи, и современного искусства. Ему же музей обязан приобретением большой коллекции картин Христиана Ланденбергера.
В 1899 году король Вюртемберга возвёл его в потомственное дворянство. После выхода в отставку Карл фон Лемке переехал в Мюнхен. Там Лемке вёл тихую жизнь, но продолжал оставаться востребованным автором песенных текстов для таких известных композиторов своего времени, как Франц Абт, Роберт фон Хорнштейн, Йозеф Габриэль Рейнбергер, Антон Рубинштейн и других.